# Methanobacterium
Methanobacterium je prokaryotní jednobuněčný organismus zařazený do domény Archaea, kmen Euryarchaeota. Jedná se o striktně anaerobní mikroorganismus, který se vyskytuje např. v trávicím traktu přežvýkavců či ve vodních sedimentech. Methanogenní archea hrají nezbytnou roli v cyklu uhlíku. Jsou totiž zodpovědné za poslední krok mineralizace organické hmoty za anaerobních podmínek za vzniku methanu. 

## Charakteristika
Zástupci rodu Methanobacterium jsou zakřivené či rovné, dlouhé až vláknité tyčinky. Jejich šířka se pohybuje v rozmezí 0,5 – 1 µm. Ačkoli jsou nepohyblivé, tvoří fimbrie. Většina zástupců tohoto rodu jsou mezofilové, kdy se jejich teplotní optimum růstu pohybuje mezi 37 a 45 °C a optimum pH mezi 7,0 a 7,4. 

## Metabolismus
Energii získávají redukcí CO2. CO2 je redukován až na methan, přičemž jako donor elektronů je většinou využíván H2, jedná se tedy o hydrogenotrofy, čili o organismy, jež jsou schopny metabolizovat molekulární vodík a využívat ho jako zdroj energie. Někdy mohou elektrony poskytovat i jiné sloučeniny jako například formiát, sekundární alkoholy či CO. Jako zdroj dusíku využívají amoniak či N2 a jako zdroj síry sulfidy. Některé kmeny jsou autotrofní, kdy redukcí dvou molekul CO2 vzniká acetát. 

## Kultivace v laboratorním prostředí
Pro izolaci archeí rodu Methanobacterium se využívá obohacování kultivačního média vodíkem. Kultivace probíhá za anoxických podmínek. Protože hrozí, že v takovémto prostředí porostou i anaerobní bakterie, jsou do média přidávány antibiotika. Tímto způsobem se docílí nárůstu pouze žádoucích mikroorganismů. Díky jejich autotrofní povaze není do média potřeba přidávat skoro žádné organické látky. Minerální médium stačí smíchat s extrakty z přirozeného prostředí mikroorganismů. Zástupci rodu Methanobacterium pro svůj růst vyžadují přídavek těchto kovových iontů: nikl, kobalt, wolfram a molybden. Také jsou pro jejich růst nezbytné zdroje dusíku a síry, tedy amoniak a sulfidy. 

## Biotechnologické využití

### Využití v bioplynových stanicích
Methanobacteriacea se mohou uplatňovat k produkci methanu v bioplynových stanicích, kde dochází k anaerobní digesci rostlin, zbytků a odpadů za využití mikroorganismů. Biologicky produkovaný methan může být použit jako biopalivo. Methanobacterium se podílí na 4. fázi fermentace odehrávající se v bioplynových stanicích. Tyto fáze jsou: hydrolýza, acidogeneze, acetogeneze/dehydrogeneze a methanogeneze. Každý z těchto kroků je zajištěn jiným konsorciem mikroorganismů. Tato konsorcia jsou navzájem v syntrofickém vztahu.  Hydrolyzující a fermentující (acidogenní) mikroorganismy jsou zodpovědné za rozklad polymerů (polysacharidy, proteiny, lipidy) a monomerů (monosacharidy, aminokyseliny, mastné kyseliny). Jejich produktem je hlavně acetát, vodík a těkavé mastné kyseliny, například propionát a butyrát. Tyto mikroorganismy sekretují extracelulární hydrolytické enzymy, například celulasy, amylasy, lipasy a proteasy. Většina bakterií z této skupiny jsou striktní anaeroby. Nejčastěji to jsou Bacteroides, Clostridia a Bifidobacteria. Ale vyskytují se zde i některé fakultativně anaerobní bakterie, například bakterie rodu Streptococcus a bakterie z čeledi Enterobacteriaceae. 
Role acetogenních bakterií spočívá v konverzi těkavých mastných kyselin na acetát a vodík. Typickými příklady jsou Acetobacterium woodii a Clostridium aceticum. Akumulovaný vodík inhibuje metabolismus těchto bakterií, proto je nezbytné, aby byly přítomné jiné mikroorganismy, jež vodík spotřebovávají. Zároveň je vodík limitujícím faktorem při produkci methanu methanogeny. Přídavek bakterií produkujících vodík do bioplynových stanic tedy může zvýšit výtěžek methanu. 
Závěrečný krok celého procesu zajišťují dvě skupiny methanogenních mikroorganismů, a to mikroorganismy produkující methan z acetátu a mikroorganismy produkující methan z vodíku a oxidu uhličitého. Obě skupiny jsou striktní anaeroby, jež pro svůj růst vyžadují nízký redoxní potenciál.  Proces tvorby methanu je exkluzivně zajištěn zástupci domény Archaea. 

### Využití při čištění odpadních vod
Mezi další využití rodu Methanobacterium patří jeho použití v submerzním anaerobním membránovém bioreaktoru (SAnMBR), který lze použít pro čištění komunálních odpadních vod. Tento bioreaktor funguje při teplotách v rozmezí 15–25 °C a hydraulickém retenčním čase 6 hodin. SAnMBR dosáhl účinnosti odstranění chemické spotřeby kyslíku (tj. degradace organických látek) asi 90 % při 20–25 °C a zároveň vygeneroval 1,82 – 2,27 kWh/den elektrické energie (z bioplynu) při stejném rozmezí teplot. V mikrobiální komunitě tohoto bioreaktoru dominovaly methanogeny. 